# Sfiducia costruttiva
L'istituto della sfiducia costruttiva è uno dei mezzi usati da alcune costituzioni approvate nel secondo dopoguerra per razionalizzare la forma di governo parlamentare, rafforzando la stabilità dell'esecutivo. Consiste nell'impossibilità da parte del parlamento di votare la sfiducia al governo in carica se, contestualmente, non concede la fiducia ad un nuovo esecutivo. In questo modo un governo, nonostante abbia perso la maggioranza parlamentare, può continuare a rimanere in carica nel caso in cui le forze politiche in parlamento non riescano ad accordarsi per formare un nuovo governo.
Il voto di sfiducia costruttivo è stato introdotto da diversi paesi: Albania (dal 2008), Belgio (dal 1993), Germania (dal 1949), Israele, Lesotho, Polonia, Slovenia, Spagna e Ungheria. 

## Germania
La Germania fu il primo Paese ad approvare questo istituto (konstruktives Misstrauensvotum), contemplandolo nella legge fondamentale del 1949, il cui articolo 67 al primo comma recita: «Il Bundestag può esprimere la sfiducia al cancelliere federale soltanto eleggendo a maggioranza dei suoi membri un successore e chiedendo al presidente federale di revocare il cancelliere federale. Il presidente federale deve aderire alla richiesta e nominare l'eletto». Dal 1949 sono state proposte solo due mozioni di sfiducia, di cui una ha avuto successo: nel 1982 quando Helmut Kohl succedette a Helmut Schmidt nella cancelleria federale.

## Spagna
La costituzione spagnola del 1978 all'articolo 113, comma 2, recita: «La mozione di censura dovrà essere presentata almeno da un decimo dei deputati e dovrà includere la proposta di una candidatura alla presidenza del governo», mentre l'articolo 114, comma 2, aggiunge: «Se il congresso adotta una mozione di censura, il governo deve presentare le dimissioni al Re e il candidato proposto nel testo della stessa mozione risulterà investito della fiducia della camera agli effetti di cui all'articolo 99. Il Re lo nominerà presidente del governo».